# Planungsregion Regensburg
Die Planungsregion Regensburg ist eine von insgesamt 18 Planungsregionen des Freistaates Bayern.

## Struktur

Planungsregion 11: Regensburg

Die Planungsregion Regensburg liegt im Zentrum des Dreiecks zwischen München, Nürnberg und Pilsen und umfasst die südliche Oberpfalz sowie den niederbayerischen Raum um Kelheim. Im Regionalen Planungsverband sind folgende Körperschaften zusammengeschlossen: die kreisfreie Stadt Regensburg, die Landkreise Cham, Neumarkt i.d.OPf., Regensburg und der überwiegende Teil des Landkreises Kelheim, mit Ausnahme der Gemeinden Aiglsbach, Attenhofen, Elsendorf, Volkenschwand und der Stadt Mainburg, die zur Planungsregion Landshut gehören.
In der Region leben rund 660.000 Einwohner auf einer Fläche von 5.202 km². Regionalzentrum der Region ist die Universitätsstadt Regensburg. Die Große Kreisstadt Neumarkt in der Oberpfalz ist als Oberzentrum eingestuft. Zugehörige Mittelzentren sind Cham, Furth im Wald, Bad Kötzting, Kelheim, Neustadt an der Donau/Abensberg, Neutraubling und Parsberg. Das Mittelzentrum Furth im Wald hat Verflechtungen mit dem tschechischen Taus.

## Geschichte
1972 erfolgte die Einteilung des Freistaates Bayern in 18 Planungsregionen auf Grundlage des Bayerischen Landesplanungsgesetzes von 1970. Der Regionale Planungsverband entstand 1973. Aktueller Verbandsvorsitzender ist Willibald Gailler, Landrat des Landkreises Neumarkt  i.d.OPf. 